# 文安の麹騒動
文安の麹騒動（ぶんあん の こうじ そうどう）とは、室町時代、京都において酒造工程の一つである麹造りを支配していた座（北野麹座）が室町幕府に鎮圧されて没落した事件。この結果、麹の専門業界は没落して酒屋業へ組み入れられた。

## 概要

### 発端
京都では鎌倉時代から急成長産業として隆盛していた酒屋だったが、その中から資本力に富む酒屋は、麹造りにまで取り組み始めた。
当時の酒屋は、まだ麹造りまでは職業範囲ではなく、「麹屋」という麹の製造から販売までを担う専門業界が別個に存在していた。麹屋は北野社（現在の北野天満宮）の神人（じにん）身分を得て「麹座」と呼ばれる同業者組合（座）を結成しており、北野社（本所）の権威を背景に京都西部の麹の製造・販売の独占権を有していた。当然ながら北野麹座は、酒屋の麹造りに強く反発した。
その頃、足利義満の治世下で全盛期を迎える室町幕府が、至徳3年（1386年）には延暦寺を始めとする京都の有力寺社に対し、京都の地域内における私的な権力行使への制限令（警察権の幕府への集中）を発布すると、今度は明徳4年（1393年）に京都の土倉・酒屋に対しても「洛中辺土散在土倉并酒屋役条々」を発布して、座への加入を問わず一律に幕府への課税を義務付けた。おかげで座の元締めたる本所の支配権は、幕府の制約を大きく受けるという状況に陥った。これには当時最大の本所勢力であった延暦寺などは強く反発したが、当時の義満の勢いの前には、なすすべも無かった。

### 転機
この情勢に目をつけた北野麹座は、運上金の供出を持ちかけて幕府に接近すると応永26年（1419年）には、京都全域における麹の製造販売の権利一切を幕府から獲得した。そのため京都の全ての酒屋は自前での麹造りを禁じられ、北野麹座から麹を購入せざるを得ない事態となった。当然ながら反発した酒屋側だったが、兵を動員した幕府により「麹室」と呼ばれる酒屋付属の麹工房を悉く打ち壊された。
ところが、酒屋の座の中には延暦寺を本所とするものがおり、彼らは延暦寺に麹座と幕府の行為を訴えた。当時の北野社は延暦寺の傘下に在り、自己支配下の酒屋の衰退が運上金の減少を招くと考えた延暦寺は、北野社に独占を止めるように求めた。だが、北野社側としても自己の運上金収入に関わる問題であり、これを拒絶した。最終的に幕府の意向によって延暦寺も応永27年（1420年）にこれを受け入れた。ところが、応永32年（1425年）に幕府が酒屋の麹造の摘発と名簿の作成による統制を強化すると、応永33年（1426年）には延暦寺の影響下にあった近江国坂本の馬借も酒屋が麹を造れなくなったことで米余りが生じ、その結果米価が暴落して米を輸送する仕事が無くなったとして北野社の襲撃を計画する事件も発生している。その後、正長元年（1428年）になって延暦寺と北野社は独占の是非を巡って訴訟を起こしており、清水克行は正長の徳政一揆は敗訴した延暦寺と馬借たちの本来の意図は北野社を襲って麹の独占を解体させることにあったがこちらは幕府軍に阻止されて、派生的な行動である酒屋や土倉の襲撃のみが成功したとしている（馬借も酒屋も延暦寺の傘下にありながら、逸脱・暴走した一揆の流れを止めることができなかった）。
なお、この北野麹座による麹造りの独占の背景には、将軍足利義持が禅宗を深く信仰して禁欲的な生活を実践して飲酒を嫌い、禅寺に対して禁酒令を行って公武や民間の飲酒をも規制しようとしていたこともあった。

### 結末
麹座と酒屋、そして背後の北野社と延暦寺の対立はエスカレートし、文安元年4月7日（1444年5月8日）延暦寺は西塔釈迦堂に立てこもり、次いで京都に向けて強訴を行った。その3年前の嘉吉の乱以後、政治的影響力を衰退させていた幕府はこれに屈して、北野麹座の独占権の廃止を認めてしまう。この決定に今度は北野麹座に属する神人らが北野社に立てこもった為、管領畠山持国は同月13日（1444年5月14日）に鎮圧の兵を北野社に差し向けた。このため武力衝突に発展して死者も出した上、北野社を含む一帯が炎上したものの幕府側が付近を鎮圧した。
その結果、酒屋側に屈服した麹屋側は京都において衰退した。また京都における政治的支配力でも、有力寺社の影響力の回復以上に、幕府権力の急落が明らかとなった。
その後、ようやく天文14年（1545年）になって再び、北野麹座による麹の独占が許されるものの、室町幕府の権威が完全に失墜した状況下では時は既に遅く、やがて麹造りは酒屋業の一工程となった。
またこの事件は、奈良の『菩提泉（ぼだいせん）』『山樽（やまだる）』『大和多武峯（たふのみね）酒』、越前の『豊原（ほうげん）酒』、近江の『百済寺酒』、河内の『観心寺酒』などの僧坊酒が台頭する一因ともなった。